# رائول پک
رائول پک (انگلیسی: Raoul Peck؛ زادهٔ ۱ ژانویهٔ ۱۹۵۳) یک کارگردان فیلم، فیلم‌نامه‌نویس، فعال حقوق بشر، روزنامه‌نگار، و تهیه‌کننده اهل هائیتی است. وی در هشتاد و نهمین دوره جوایز اسکار برای ساخت فیلم مستند من کاکاسیاه تو نیستم نامزد دریافت جایزه اسکار بهترین فیلم مستند شد.
وی همچنین برندهٔ جوایزی همچون دیدبان حقوق بشر شده‌است.
پک از مارس ۱۹۹۶ تا سپتامبر ۱۹۹۷، وزیر فرهنگ هائیتی بود.